# 天城峠
天城峠（あまぎとうげ）は、静岡県伊豆市と賀茂郡河津町の境にある峠。

## 概要
古来あった峠ではなく、1904年（明治37年）に完成した天城トンネルによってできた峠である。トンネルの標高は710メートル (m) 前後で、直上の山稜の標高は830 mほどである。このトンネル直上の山稜にある登山道には天城峠の分岐点があるが、山を下る道があるわけではない。
天城峠は伊豆半島の内陸と南部を結ぶ重要な峠であり、このトンネルのできる前の天城越えは下田街道の難所であった。天城トンネルができる前には二本杉峠が使われ、それより前は古峠が天城越えの峠として使われてきた。
天城峠の天城トンネルは川端康成の小説、伊豆の踊子の舞台となっている。また、昭和時代には自動車社会に適合した国道414号の新天城トンネルも完成した。
天城峠の山稜から東へは八丁池をへて天城山へ至る登山道である天城縦走路が続き、西へは伊豆半島北西部へ至る伊豆山稜線歩道が始まる。

## 周辺
伊豆市側
- 浄蓮の滝
- 滑沢渓谷
- 太郎杉
- 道の駅天城越え
- 八丁池

河津町側
- 二階滝
- 河津七滝
- 河津七滝ループ橋